# Girolamo Casio
Girolamo Pandolfi, plus connu sous le nom Girolamo Casio (né le 16 novembre 1467 à Bologne et mort en 1533 à Rome) est un poète et aventurier de la Renaissance italienne.

## Biographie
Fils de Marfioni di Pandolfi, Girolamo Pandolfi naît à Castel di Casio dans l'Apennin du Nord, un castello situé sur le territoire de l'actuelle province de Bologne, alors dans les États pontificaux. Enrichi en tant que commerçant et jongleur, et en dépit de son origine plébéienne, il développe une grande ambition politique et entre au service des Bentivoglio, des Gonzague, des Este (servant d'intermédiaire à Isabelle d'Este avec les artistes bolonais) et des Médicis (dont il obtient d'ajouter leur nom à son propre nom, ce qui lui permet de se faire appeler Girolamo Casio de Médicis).
Son rôle modeste dans la vie politique italienne est exagéré par lui-même dans ses propres écrits bien que dans Bologne il n'est jamais considéré patricien ou noble comme il le prétend en s'appuyant sur un certain bref du pape Léon X qui le nomme sénateur de Bologne (1513). Les autres sénateurs cependant ne le laissent pas siéger parmi eux.
Sa poésie, de mauvaise qualité, se voit décerner la couronne de lauriers par le Pape Léon X selon certaines sources,, ou Clément VII en 1523 selon d'autres) est publiée en trois petits volumes à Bologne dans les années 1520. Un des poèmes religieux, « Vie et mort du Christ » à l'imitation de Pétrarque et un recueil de poèmes en l'honneur des saints, atteignent une renommée suffisante pour être utilisés comme source iconographique par différents artistes de l'école de peinture de Bologne. Le deuxième est un poème héroïque en octava rima, « Bellona », dédié à Ercole Gonzaga. Le troisième et le plus connu, Chronique, comprend un ensemble d'épitaphes (dédiées à ses contemporains et une à lui-même), des sonnets d'amour (intitulés « Le Gonzague ») et des poèmes en l'honneur du pape Clément VII (Clementina). Bien que mauvais versificateur, ses rimes sont d'une importance particulière pour l'histoire de l'art et des manières de son temps.
Il est très présent dans la peinture de l'époque : Giovanni Antonio Boltraffio qui en fait plusieurs fois son portrait est également l'auteur d'une « conversation sacrée » où il apparaît comme mécène, avec son fils Giacomo, appelé Retable Casio. Sur le Retable Bentivoglio de Francesco Francia (1498), il est représenté en pasteur, tandis que le peintre, son ami, est représenté en saint François.

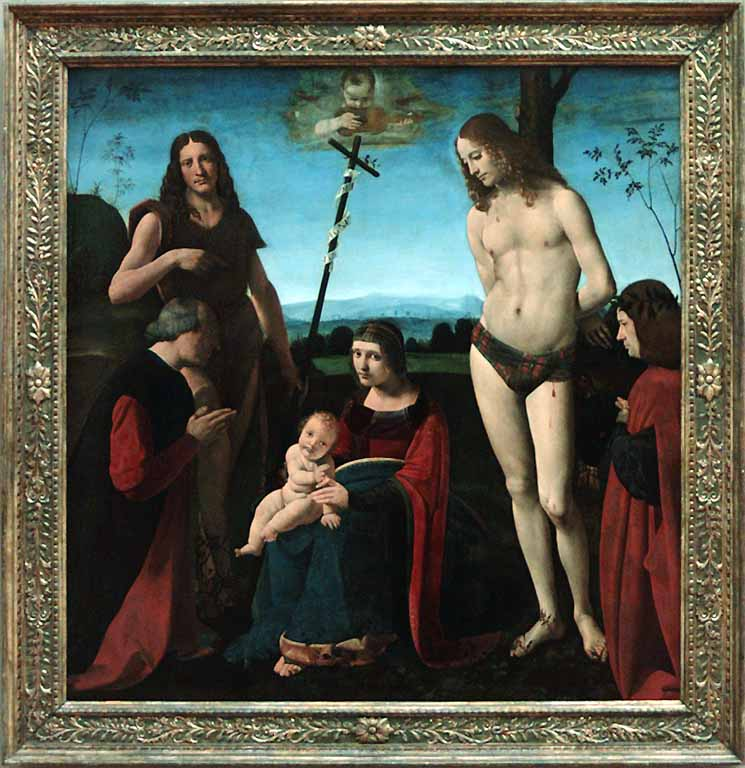
Vierge avec saint Jean Baptiste, saint Sébastien et deux donateurs (Girolamo et Giacomo Casio), « conversation sacrée » intitulée Pala Casio, de Giovanni Antonio Boltraffio (1500).

## Source de la traduction
- (es) Cet article est partiellement ou en totalité issu de l’article de Wikipédia en espagnol intitulé « Girolamo Casio » (voir la liste des auteurs).